# 文景徳
文 景徳（文 京徳、ムン・ギョンドク、문경덕、Mun Kyŏng Dŏk、1957年10月12日 - ）は、朝鮮民主主義人民共和国の政治家。第10・11期最高人民会議代議員。

## 経歴
平壌市出身。金日成総合大学卒業。若年時代は朝鮮学生委員会委員長や社会主義労働青年同盟副委員長を務め、張成沢の部下の一人であったとされる。1998年に第10期代議員、2003年に第11期代議員に選出された。2010年に朝鮮労働党平壌市責任書記に就任。2011年、金正日が死去した際にはその国家葬儀委員会名簿の27番目に記載されていた。2013年に張成沢が粛清されたのを受け、翌2014年に文は平壌市責任秘書を解任されたとされる。このとき、一説には政治犯として収容所送りにされたとも、粛清されたとも言われている。2018年、平安北道党委員長に就任していたことがわかった。2021年9月9日に行われた建国73周年慶祝閲兵式では、平安北道労農赤衛軍縦隊を率いて行進した。